# Afroneta lobeliae
Afroneta lobeliae là một loài nhện trong họ Linyphiidae.
Loài này thuộc chi Afroneta. Afroneta lobeliae được Merrett miêu tả năm 2004.